# 全国高等学校女子ウエイトリフティング競技選手権大会
全国高等学校女子ウエイトリフティング競技選手権大会（ぜんこくこうとうがっこうじょし―きょうぎせんしゅけんたいかい）は、日本ウエイトリフティング協会主催、全国高等学校体育連盟主管で実施される女子ウエイトリフティング大会である。

## 概要
スナッチ、クリーン&ジャークの2種目を行い、そのトータルで順位が決まる。
1999年に第1回大会を開催。毎年7月に全国持ち回りで開催される。
第21回大会（2019年）では、45kg級・49kg級・55kg級・59kg級・64kg級・71kg級・76kg級・+76kg級の8階級に分かれ、競技が行われた。
第22回大会（2020年）は、新型コロナウイルス感染症拡大の影響により、やむなく中止となった。
男子大会はほぼ同時期に開かれる全国高等学校総合体育大会の1競技として行われているが、女子は枠外となっていたが、2021年からインターハイに編入した。

## 学校対抗歴代優勝校
| 回 | 年   | 開催地           | 優勝校             | 準優勝校           | ３位校             |
| -- | ---- | ---------------- | ------------------ | ------------------ | ------------------ |
| １ | 1999 |                  | 須磨友が丘（兵庫） | 埼玉栄（埼玉）     | 加悦谷（京都）     |
| ２ | 2000 |                  | 須磨友が丘（兵庫） | 埼玉栄（埼玉）     | 加悦谷（京都）     |
| ３ | 2001 | 石川県珠洲市     | 埼玉栄（埼玉）     | 加悦谷（京都）     | 須磨友が丘（兵庫） |
| ４ | 2002 | 茨城県石岡市     | 埼玉栄（埼玉）     | 須磨友が丘（兵庫） | 倉敷商業 （岡山）  |
| ５ | 2003 | 岐阜県可児市     | 須磨友が丘（兵庫） | 明石南 （兵庫）    | 倉敷商（岡山）     |
| ６ | 2004 | 富山県滑川市     | 加悦谷（京都）     | 須磨友が丘（兵庫） | 豊見城 （沖縄）    |
| ７ | 2005 | 京都府京都市     | 加悦谷（京都）     | 豊見城（沖縄）     | 須磨友が丘（兵庫） |
| ８ | 2006 | 兵庫県明石市     | 倉敷商業 （岡山）  | 加悦谷（京都）     | 豊見城（沖縄）     |
| ９ | 2007 | 和歌山県和歌山市 | 埼玉栄（埼玉）     | 豊見城（沖縄）     | 倉敷商業（岡山）   |
| 10 | 2008 | 沖縄県那覇市     | 埼玉栄（埼玉）     | 豊見城（沖縄）     | 加悦谷（京都）     |
| 11 | 2009 | 青森県平川市     | 加悦谷（京都）     | 埼玉栄（埼玉）     | 豊見城（沖縄）     |
| 12 | 2010 | 神奈川県藤沢市   | 豊見城（沖縄）     | 加悦谷（京都）     | 須磨友が丘（兵庫） |
| 13 | 2011 | 新潟県津南町     | 豊見城（沖縄）     | 鳥羽（京都）       | 加悦谷（京都）     |
| 14 | 2012 | 三重県亀山市     | 鳥羽（京都）       | 須磨友が丘（兵庫） | 豊見城（沖縄）     |
| 15 | 2013 | 滋賀県高島市     | 柴田（宮城）       | 豊見城（沖縄）     | 鳥羽（京都）       |
| 16 | 2014 | 広島県府中市     | 豊見城（沖縄）     | 鳥羽（京都）       | 埼玉栄（埼玉）     |
| 17 | 2015 | 愛媛県新居浜市   | 鳥羽（京都）       | 滑川（富山）       | 加悦谷 （京都）    |
| 18 | 2016 | 福岡県北九州市   | 鳥羽（京都）       | 新居浜南 （愛媛）  | 須磨友が丘（兵庫） |
| 19 | 2017 | 北海道札幌市     | 鳥羽（京都）       | 埼玉栄（埼玉）     | 田村（福島）       |
| 20 | 2018 | 群馬県前橋市     | 飯田 （石川）      | 埼玉栄（埼玉）     | 加悦谷（京都）     |
| 21 | 2019 | 長野県松本市     | 飯田（石川）       | 香川中央（香川）   | 埼玉栄（埼玉）     |
| 22 | 2020 | 愛知県一宮市     | 中止               | ー                 | ー                 |
| 23 | 2021 | 福井県小浜市     | 宮津天橋（京都）   | 本部（沖縄）       | 日大藤沢（神奈川） |
| 24 | 2022 | 愛媛県新居浜市   | 香川中央（香川）   | 宮津天橋（京都）   | 須磨友が丘（兵庫） |
| 25 | 2023 | 北海道士別市     | 香川中央（香川）   | 宮津天橋           | 鳥羽               |
| 26 | 2024 | 長崎県諫早市     | 日川(山梨)         | 鳥羽(京都)         | 宮城農(宮城)       |
| 27 | 2025 | 米子             | 日川(山梨)         | 明石南             | 埼玉栄             |
| 28 | 2026 | 高島             |                    |                    |                    |